# Черемисиновы
Черемисиновы — древний дворянский род.
Предки рода Черемисиновых жалованы поместьями (1610). Письменный голова Диомид Черемисинов воевода в Тобольске (1599-1600).
Действительный статский советник Герасим Черемисинов в подтверждении происхождения его от упомянутых предков, получил диплом (24 декабря 1790).
Род записан в VI части родословных книг: Воронежской, Тверской и Курской губерний.
Есть ещё несколько дворянских родов Черемисиновых, более позднего происхождения.

## Описание герба
В щите, разделённом горизонтально на две части, в верхней в красном поле изображены крестообразно Сабля и Шпага серебряные остриями вверх обращённые (изм. польский герб Пелец). Нижняя часть составлена из золотых и серебряных
шахмат.
Щит увенчан дворянскими шлемом и короной. Нашлемник: три страусовых пера. Намёт на щите красный, подложенный серебром. Герб рода Черемисиновых внесён в Часть 2 Общего гербовника дворянских родов Всероссийской империи, стр. 94.

## Известные представители
- Черемисинов Никита — московский дворянин (1677).
- Черемисинов Эвмений Еремеевич — московский дворянин (1692)[3].